# Quiero Verte a Mi Lado (álbum)
"Quiero Verte a Mi Lado" es el 20° álbum de estudio del cantautor brasileño Roberto Carlos, fue lanzado a mediados de 1975 bajo el sello discográfico Discos CBS International, y se incluyó en 2008 en el disco recopilatorio Pra Sempre em Espanhol Vol. 1, mismo que ahora únicamente se encuentra disponible las canciones que conforman éste álbum.
Este álbum cuenta con dos temas inéditos en español que grabó en portugués en los años 60s, El Tiempo Borrará (O Tempo Vai Apagar) y Como es Grande Mi Amor (Como é Grande o Meu Amor Por Você), además, este álbum también cuenta con un tema del compositor mexicano Armando Manzanero, Yo Te Recuerdo
Los temas que destacan de este álbum son: "Quiero Verte a Mi Lado", Es Preciso Saber Vivir, y Yo Sólo Quiero, este último, también llamado Un Millón de Amigos o Yo Quiero Amigos, se colocó como uno de los temas más escuchados en México durante 1975.
Por otro lado, en México se llamó "yo quiero amigos", y el orden venía así:
Lado a: 1.-yo quiero amigos 2.-despedida 3.-el joven viejo 4.-es preciso saber vivir 5.-el tiempo borrará 
Lado b: 1.-quiero verte a mi lado 2.-como es grande mi amor, por ti 3.-ternura antigua 4.-yo te recuerdo 5.-resumen

## Lista de canciones[2]
- 1. Quiero Verte a Mi Lado (Quero Ver Você de Perto)
- 2. Juego de Damas (Jogo de Damas)
- 3. Es Preciso Saber Vivir (É Preciso Saber Viver)
- 4. Usted (Você)
- 5. Despedida (Despedida)
- 6. Yo Te Recuerdo
- 7. Resumen (Resumo)
- 8. Ternura Antigua (Ternura Antiga)
- 9. El Portón (O Portão)
- 10. Yo Sólo Quiero (Eu Quero Apenas)
- 11. El Tiempo Borrará (O Tiempo Vai Apagar)
- 12. Como es Grande Mi Amor (Como é Grande o Meu Amor Por Você)